# Alexander Eliasberg
Alexander Eliasberg, född 22 juli 1878, död 26 juli 1924, var en rysk-judisk författare, bosatt i Tyskland.
Genom ett flitigt arbete med att översätta romaner, diktsamlingar och konsthistoriska arbeten från ryska och jiddish till tyska blev han en viktig kulturförmedlare mellan den tyska och den östjudiska kulturen.